# Вілфрід Заха
Дазе́ Вільфрі́д Арме́ль Заха́ (англ. Wilfried Zaha, нар. 10 листопада 1992, Абіджан) — англійський та івуарійський футболіст, фланговий півзахисник та вінгер клубу «Галатасарай» та збірної Кот-д'Івуару, у минулому — національної збірної Англії.

## Клубна кар'єра
Народився 10 листопада 1992 року в місті Абіджан, Кот-д'Івуар. У віці 4 років переїхав з батьками до Англії, оселившись у Кройдоні на півдні Лондона.
Вихованець футбольної школи клубу «Крістал Пелес», в якому навчався з 2002 року. Дебют Вільфріда за основний склад клубу відбувся 27 березня 2010 року в матчі проти «Кардіфф Сіті». У сезоні 2010/11 влився в основний склад свого клубу. 7 серпня 2010 року забив свій перший гол за основну команду у матчі проти «Лестер Сіті», в якому «Крістал Пелес» переміг з рахунком 3:2.

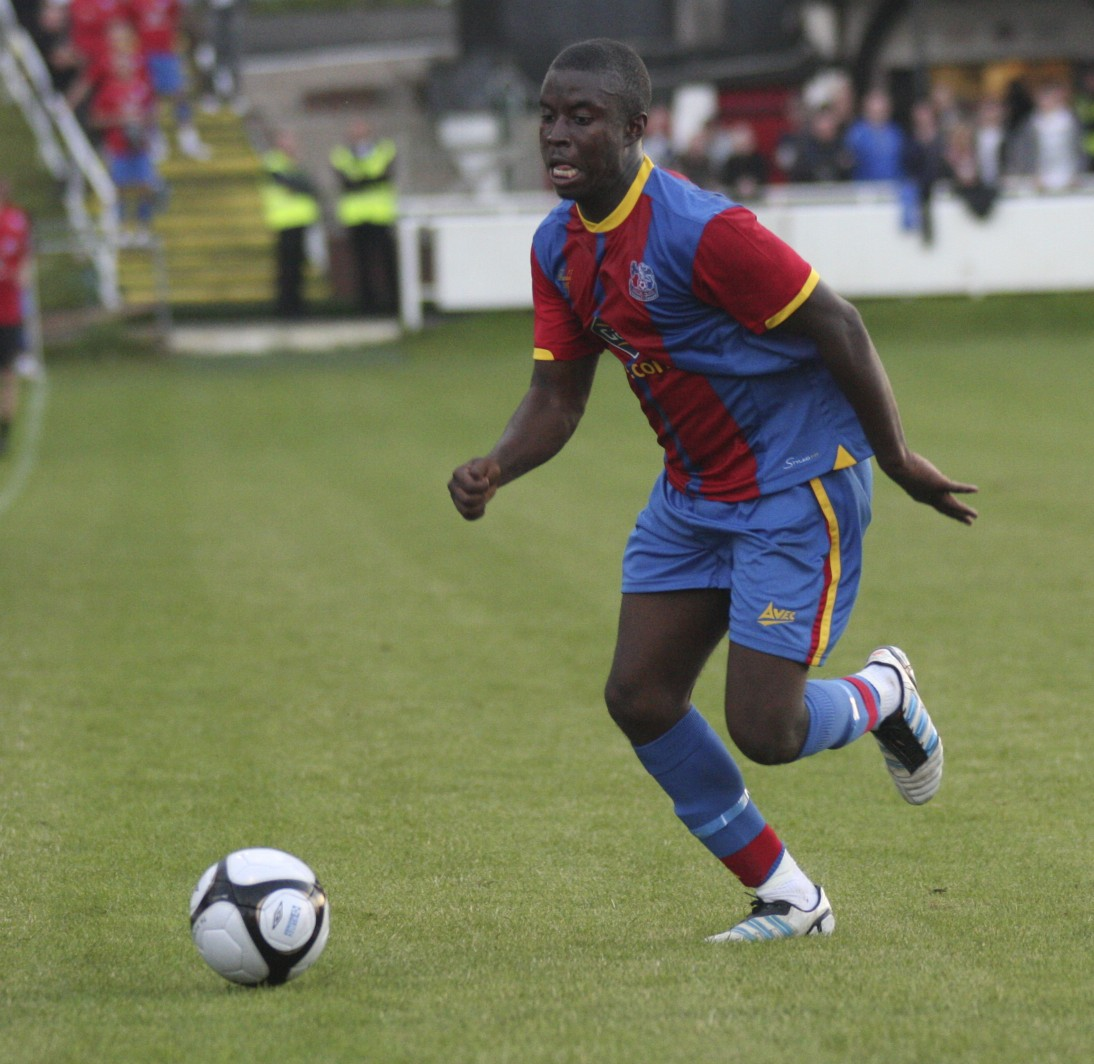
Вільфрід Заа під час виступів за «Крістал Пелес». 20 липня 2012 року.

У березні 2012 року Заа був визнаний найкращим молодим гравцем року в Футбольній лізі.
25 січня 2013 року було оголошено про досягнення угоди між «Крістал Пелес» і «Манчестер Юнайтед» про трансфер футболіста. Перехід відбувся у липні 2013 року, а залишок сезону 2012/13 Вільфрід провів у «Крістал Пелас» на правах оренди. 5 березня 2013 року забив свій перший гол за «Крістал Пелас» як орендований гравець. Це сталося у матчі проти «Галл Сіті». В кінці квітня 2013 року був визнаний кращим гравцем Чемпіоншипу в сезоні 2012/13, а також був включений в символічну «команду року» в Чемпіоншипі за версією ПФА. 13 травня 2013 року забив два голи в матчі плей-офф Чемпіоншипу проти «Брайтона», завдяки яким «Крістал Пелес» здобув перемогу і вийшов у фінал плей-оф, де зустрівся з «Вотфордом» за право виходу в Прем'єр-лігу. Після матчу головний тренер «Крістал Пелас» Іан Голловей описав Заа як «генія» і «гравця світового класу». 27 травня 2013 року у фіналі плей-оф Чемпіоншипу проти «Вотфорда» зробив вирішальний внесок у перемогу. За фол на ньому був призначений пенальті, який успішно реалізував Кевін Філліпс. «Крістал Пелас» виграв з рахунком 1:0 і вийшов у Прем'єр-лігу.
Влітку 2013 року став гравцем «Манчестера» і майже відразу виграв перший трофей, вийшовши в старті виграного Суперкубка Англії. Проте за першу частину сезону 2013/14 зіграв за «червоних дияволів» лише 2 матчі у Прем'єр-лізі, а також один у кубку ліги.
31 січня 2014 року перейшов у «Кардіфф Сіті» на правах оренди до закінчення сезону 2013/14. По завершенні терміну оренди, 28 серпня 2014 року перейшов назад в рідний «Крістал Пелес» на правах оренди до закінчення сезону 2014/15. 2 лютого 2015 року «Крістал Пелас» здійснив його постійний трансфер. Заха підписав з «орлами» контракт строком на 5,5 років. В серпні 2018-го продовжив термін дії угоди ще на 5 років. Наразі є кращим бомбардиром команди за всю історію в рамках виступів в АПЛ.

## Виступи за збірні
Заха міг виступати як за збірну Кот-д'Івуару, так і у складі збірної Англії, оскільки народився в Кот-д'Івуарі, а виріс в Англії.
У лютому 2011 року отримав свій перший виклик у юнацьку збірну Англії до 19 років на матч проти Німеччини. Всього взяв участь у 2 іграх на юнацькому рівні.
В лютому 2012 року був викликаний до складу молодіжної збірної Англії на матч проти бельгійців, який пройшов 29 лютого. Наступного року у складі збірної був учасником молодіжного чемпіонату Європи 2013 року, де англійці не заробили жодного очка і не вийшли з групи. Всього на молодіжному рівні зіграв у 7 офіційних матчах, забив 1 гол.
11 листопада 2012 року Заха був викликаний Роєм Годжсоном у національну збірну Англії на товариську гру проти збірної Швеції. 14 листопада дебютував у збірній, вийшовши на заміну Рахіму Стерлінгу у матчі зі шведами, в якому англійці програли з рахунком 4:2. Наступного року провів ще одну гру за англійців проти збірної Шотландії (3:2). Загалом провів у формі головної команди країни 2 матчі.
З 2017 року захищає кольори національної збірної Кот-д'Івуару.
| Дата       | Місто     | Господарі | Результат | Гості     | Турнір           | Голи | Примітки |
| ---------- | --------- | --------- | --------- | --------- | ---------------- | ---- | -------- |
| 14-11-2012 | Стокгольм | Швеція    | 4 – 2     | Англія    | товариський матч | -    |          |
| 14-08-2013 | Лондон    | Англія    | 3 – 2     | Шотландія | товариський матч | -    |          |
| Усього     |           | Матчів    | 1         |           | Голів            | 0    |          |

## Титули і досягнення

### Командні
«Манчестер Юнайтед»
- Володар Суперкубка Англії (1): 2013

«Галатасарай»
- Чемпіон Туреччини (1): 2023–24[18]
- Володар Суперкубка Туреччини (1): 2023

### Особисті
- Гравець року в Чемпіоншипі за версією ПФА: 2012/13[9]
- Член «команди року» в Чемпіоншипі за версією ПФА: 2012/13[9]